# 明日になれば (石野真子の曲)
「明日になれば」（あしたになれば）は、1982年9月21日に発売された、石野真子の通算18枚目のシングル。

## 解説
- 石野が芸能界を引退した翌年にリリースされたシングルで、ジャケットには「引退一周年記念」と記されている。

- B面曲の「マコ・パック」は、過去のシングル曲をメドレー形式に編集した楽曲。

- 2008年3月26日に発売された歌手デビュー30周年記念CD-BOX『Mako Pack -Premium- 30th Anniversary Special Edition』に、シングルEPのA・B面曲が共に最新デジタル・リマスタリング音源で収録された。

## 収録曲
1. 明日になれば [3:38]
作詞：伊藤アキラ／作曲：穂口雄右／編曲：船山基紀
2. マコ・パック [4:45]
  - 前述の通り、石野の過去のシングル曲をメドレー形式に編集した楽曲となっている。

## 関連作品
- GOLDEN☆BEST 石野真子
- Mako Pack -Premium- 30th Anniversary Special Edition